# Richard Dembo
 Richard Dembo (15è districte de París, 24 de maig de 1948 - Neuilly-sur-Seine, 11 de novembre de 2004) va ser premiat en 1985 amb l'Oscar a la millor pel·lícula de parla no anglesa pel seu film La Diagonale du fou, que també va guanyar el César a la millor primera pel·lícula.

## Biografia
Nascut en el si d'una família jueva ortodoxa originària de Europa de l'Est, va obtenir el seu títol de filosofia en 1964, Richard Dembo es forma a l'Institut des hautes études cinématographiques i aquest mateix any és ajudant de direcció de Jean Schmidt per tres curtmetratges, després aprenent a l'ORTF. Va continuar el seu aprenentatge amb "Paulina s'en va" (1969) d'André Téchiné o amb "Les Compagnons de Baal" (1970) de Pierre Prévert. Va fundar la Quinzena dels Realitzadors, una secció paral·lela del Festival de Cannes, amb Pierre-Henri Deleau i es va convertir en el seu principal organitzador a partir de 1970. Va col·laborar en diversos guions i es va convertir en assistent de direcció en 1969.
Assistent durant anys, Richard Dembo va enlairar en 1984 amb el llançament del seu primer llargmetratge, La Diagonale du fou, aclamat per la crítica. Després d'anys de dur treball, finalment "sent que està vivint de nou": aquesta pel·lícula rep el Premi Óscar, el Premi Louis-Delluc i tres nominacions al Cèsar. Va ser només vuit anys més tard que va dirigir la seva segona pel·lícula, "L'Instinct de l'ange", lliurement inspirada en la història de la as d'asos francesos de la 1914-1918, Georges Guynemer.
El seu últim film, La Maison de Nina, es dedica als problemes d'integrar a un grup de nens jueus que van sobreviure als camps de concentració nazis en un orfenat a França. Dembo va anar també mestre d'escena de la Opéra de Paris (en les obres Els Contes d'Hoffman ; Madame Butterfly).
Es va morir de manera sobtada per una obstrucció intestinal a Neuilly-sur-Seine i va ser enterrat a Israel. El seu últim film, La Maison de Nina no va poder acabar-lo de muntar pel que va haver de ser estrenada de manera pòstuma.

## Filmografia

### Director i guionista
- 1984 : La Diagonale du fou
- 1992 : L'Instinct de l'ange
- 2003 : La Carpe dans la baignoire només en estat de guió inèdit i no realitzat
- 2005 : La Maison de Nina

### Guionista
- 1997 : Les Palmes de monsieur Schutz

## Llibres
- L'Instinct de l'ange, éditions Verdier, 1992 ISBN 2-86432-160-2
- Le Jardin vu du Ciel, éditions Verdier, 2005 ISBN 2-86432-436-9